# Nisvrå
Nisvrå (dansk) eller Niesgrau (tysk) er en landsby og kommune beliggende ved Gelting Bugt i Angel i Sydslesvig. Administrativt hører kommunen under Slesvig-Flensborg kreds i den tyske delstat Slesvig-Holsten. Kommunen samarbejder på administrativt plan med andre kommuner i omegnen i Gelting Bugt kommunefællesskab (Amt Geltinger Bucht). I kirkelig henseende hører Nisvrå under Eskeris Sogn (Esgrus Sogn). Sognet lå i Ny Herred (Flensborg Amt), da Slesvig var dansk indtil 1864.

## Geografi
Kommunen omfatter udover Nisvrå bebyggelser Hunhøj (også: Hundhøj eller Hunhoved, tysk Hunhoi), Kobbelled (tysk Koppelheck sønderjysk  Kåffellej), Lipping el. Lepping (Lipping), Snogholm (Schnogholm), Stavsmark (Stausmark), Stubdrup (Stobdrup), Tollgaard og Udmarkhav (Ohrfeldhaff) samt godset Udmark (Ohrfeld). Ved Hunhøj-Graverdige munder Hunå ud i Østersøen

## Historie
Nisvrå er første gang nævnt 1460, Nisvrågård 1574. Stednavnet beskriver vråen eller krogen mellem de to næs Havernæs og Birknakke. Navnet kan dog også været afledt af mandsnavnet Nis eller Nisse (sml. Nis Puk)